# Budušići
Budušići su naseljeno mjesto u općini Novi Travnik, Federacija Bosne i Hercegovine, BiH.

## Stanovništvo

### 1991.
Nacionalni sastav stanovništva 1991. godine, bio je sljedeći:
ukupno: 152
- Hrvati - 144
- Srbi - 2
- Jugoslaveni - 4
- ostali, neopredijeljeni i nepoznato - 2

### 2013.
Nacionalni sastav stanovništva 2013. godine, bio je sljedeći:
ukupno: 204
- Hrvati - 187
- Bošnjaci - 11
- Srbi - 3
- ostali, neopredijeljeni i nepoznato - 3